# Liste der Bodendenkmale in Oberbarnim
In der Liste der Bodendenkmale in Oberbarnim sind alle Bodendenkmale der brandenburgischen Gemeinde Oberbarnim und ihrer Ortsteile aufgelistet. Grundlage ist die Veröffentlichung der Landesdenkmalliste mit dem Stand vom 31. Dezember 2020.
Die Baudenkmale sind in der Liste der Baudenkmale in Oberbarnim aufgeführt.

## Bodendenkmale
| Gemarkung                  | Flur          | Kurzansprache                                                     | Bodendenkmalnummer | Bemerkung | Bild |
| -------------------------- | ------------- | ----------------------------------------------------------------- | ------------------ | --------- | ---- |
| Bollersdorf (Lage)         | 1             | Näpfchenstein Urgeschichte                                        | 60246              |           |      |
| Bollersdorf, Buckow (Lage) | 1, 1          | Militärische Anlage Neuzeit                                       | 60566              |           |      |
| Bollersdorf (Lage)         | 1             | Militärische Anlage Neuzeit                                       | 60575              |           |      |
| Bollersdorf (Lage)         | 1             | Militärische Anlage Neuzeit                                       | 60580              |           |      |
| Bollersdorf (Lage)         | 1             | Dorfkern deutsches Mittelalter, Dorfkern Neuzeit                  | 60623              |           |      |
| Bollersdorf, Buckow (Lage) | 1, 1          | Siedlung Eisenzeit, Siedlung Bronzezeit                           | 60622              |           |      |
| Pritzhagen, Buckow (Lage)  | 4, 1          | Siedlung Urgeschichte, Mühle deutsches Mittelalter, Mühle Neuzeit | 60791              |           |      |
| Pritzhagen (Lage)          | 3             | Militärische Anlage Neuzeit                                       | 60579              |           |      |
| Pritzhagen (Lage)          | 1, 2, 4       | Dorfkern deutsches Mittelalter, Dorfkern Neuzeit                  | 60792              |           |      |
| Klosterdorf (Lage)         | 4             | Siedlung Urgeschichte                                             | 60838              |           |      |
| Klosterdorf (Lage)         | 1, 10         | Siedlung Urgeschichte                                             | 60839              |           |      |
| Klosterdorf (Lage)         | 1, 2, 4, 7, 9 | Dorfkern deutsches Mittelalter, Dorfkern Neuzeit                  | 60738              |           |      |
| Grunow (Lage)              | 1             | Siedlung Bronzezeit, Siedlung deutsches Mittelalter               | 60690              |           |      |
| Grunow (Lage)              | 1             | Wüstung deutsches Mittelalter, Kirche deutsches Mittelalter       | 60691              |           |      |
| Ihlow (Lage)               | 3             | Siedlung Urgeschichte                                             | 60736              |           |      |
| Ihlow (Lage)               | 1, 2, 3, 7    | Dorfkern deutsches Mittelalter, Dorfkern Neuzeit                  | 60737              |           |      |